# Melanie Heizmann
Melanie Heizmann (* 4. April 1972 in Ahlen) ist eine deutsche Sängerin und Musikproduzentin.

## Werdegang
Die Tochter der Sängerin und Liedermacherin Hella Heizmann (1951–2009) und des Komponisten und Herausgebers Klaus Heizmann (* 1944) wuchs mit ihrer Schwester Viola (* 1974) in Mühltal bei Darmstadt auf. Dort machte sie erste Bühnenerfahrungen am Darmstädter Staatstheater als Kinderstatistin in den Produktionen „Die verzauberten Brüder“ und „Peterchens Mondfahrt“. Es folgten erste Studioproduktionen im Kinderchor der Mutter.
1984 zog sie nach Sankt Goar und besuchte das „Wilhelm-Hoffmann-Gymnasium“ in Sankt Goarshausen. Sie erhielt Klavierunterricht bei Joachim Heß in Mainz, Gesangsunterricht bei Monika Prina und unternahm im Trio mit ihrer Mutter und ihrer Schwester Tourneen als „Hella und ihre Rasselbande“ Tourneen. Nach dem Abitur 1992 ging sie als Au-Pair-Mädchen nach Paris und besuchte dann die damalige „Inlingua“ Sprachschule in Koblenz. 1994 zog sie nach Eppstein, wo sie mit ihrer Mutter Kinderkonzerte, Kindersingefreizeiten und CD-Produktionen organisierte.
1997 begann sie in Köln die selbständige Tätigkeit als Sängerin. Sie tourte mit Guildo Horn und die Orthopädischen Strümpfe und Peter Kraus’ Rockin’ Santa. Zudem sang sie im Background-Chor der WDR Big Band, u. a. für Wencke Myhre, und bei Fernsehsendungen wie Deutschland sucht den Superstar, TV Total, Let’s Dance und Popstars. Als Jazz-Duo trat sie mit Marcus Schinkel und Martin Sasse auf. Sie arbeitet seither außerdem als Studiosängerin für das ZDF sowie für Werbespots vieler Unternehmen und bis 2002 auch als Performancekünstlerin.
Ab 2006 beteiligte sie sich an der Gründung des Akustik-Quartetts LoLa – Finest Acoustic Music mit Markus Gahlen, Migo Fecke und Marcel Mader. Es folgten drei CD-Produktionen sowie europaweit Auftritte für Werbekunden, Konzerte bei „Musik in den Häusern der Stadt“ sowie der „Pullman Bar“ in Köln, der „SOL Kulturbar“ in Mülheim an der Ruhr und der Düsseldorfer Jazz-Rally.
2011 nahm sie mit dem Pianisten Marcus Schinkel die Jazz-Duo-CD Calling Cards On A Silver Tray auf. 2014 arbeitete sie als Akustik-Duo Le Flow bei Konzerten und CD-Aufnahmen erneut mit dem Gitarristen Markus Gahlen zusammen.
2015 vertonte sie unter dem Label „Wunderlandmusik“ im Eigenverlag für das Album Wenn ich eine Wolke wäre für „verspielte Kinder sämtlicher Jahrgänge“ Gedichte von Mascha Kaléko. Mit wirkten neben Marcus Schinkel unter anderem Wim de Vries, Gabriel Pérez, Rüdiger Baldauf und Berthold Matschat. „Es regnet Blümchen auf die Felder“ wurde „Lied der Woche“ im Kinderradio des WDR.
Melanie Heizmann lebt mit ihrer 2011 geborenen Tochter in Köln.

## Diskografie
Eigene
| Jahr | Titel                    | Label           |
| ---- | ------------------------ | --------------- |
| 2015 | Wenn ich eine Wolke wäre | Wunderlandmusik |

Mitwirkungen
| Jahr | Titel                                    | Label                            |
| ---- | ---------------------------------------- | -------------------------------- |
| 1983 | Halleluja mit Händen und Füßen           | Hänssler Music                   |
| 1985 | Nur für Kinder                           | Papagallo-Musikverlag Hans Gerig |
| 1985 | Die Mainzelmännchen Fernsehhits          | Dino Music                       |
| 1985 | In Israel, da war was los                | Hänssler Music                   |
| 1988 | Bärenstark und kinderleicht              | Hänssler Music                   |
| 1989 | Die Hochzeit zu Kana                     | Hänssler Music                   |
| 1990 | Die Schrift an der Wand                  | Schulte & Gerth                  |
| 1990 | Das große Wunder hat ganz klein begonnen | Schulte & Gerth                  |
| 1991 | Die sonderbare Nacht                     | Schulte & Gerth                  |
| 1992 | Ohrwürmer                                | Schulte & Gerth                  |
| 1992 | Abends ist es schön                      | Schulte & Gerth                  |
| 1993 | Die Reise nach Jerusalem                 | Schulte & Gerth                  |
| 1993 | Einfach tierisch                         | Schulte & Gerth                  |
| 1994 | Sieben mal siebzig                       | Schulte & Gerth                  |
| 1994 | Glanzlichter                             | Schulte & Gerth                  |
| 1995 | Total genial                             | Schulte & Gerth                  |
| 1995 | Von Herzen                               | Projektion J                     |
| 1996 | Pfiffig-frech, traurig-froh              | Felsenfest                       |
| 2002 | Leise Töne                               | Felsenfest                       |
| 2003 | Peter Kraus - Rockin’ Santa Kraus        | Fechter Verlag                   |
| 2006 | Geheimnisvoll sind Gottes Wege           | Hänssler Music                   |
| 2009 | Ich bin dir nah                          | SCM Hänssler                     |
| 2011 | Calling Cards on a silver tray           | Phonk Records                    |
| 2011 | LoLa Eins                                | Phonk Records                    |
| 2014 | LoLa Zwei                                |                                  |